# Cédrie Tynowski
Cédrie Tynowski (* 21. September 1996 in Genf) ist ein ehemaliger Schweizer Handballspieler.

## Karriere

### Im Verein
Cédrie Tynowski spielte seit der Jugend für Pfadi Winterthur. Mit Winterthur gewann er 2015 und 2018 den Schweizer Cup sowie 2021 die Schweizer Meisterschaft. Nach der Saison 2023/24 beendete er seine Karriere.

### In Auswahlmannschaften
Sein erstes Spiel für die Schweizer A-Nationalmannschaft machte er 2015 gegen Algerien. Mit der Schweiz nahm er an der Europameisterschaft 2020 teil und belegte den 16. Platz. Weiter stand er im Kader für die Weltmeisterschaft 2021, wo er mit der Schweiz ebenfalls den 16. Platz belegte. Im Turnier erzielte er 21 Tore in sechs Spielen und war dadurch zweitbester Torschütze seiner Mannschaft. An der Europameisterschaft 2024 warf er zwei Tore in drei Spielen und belegte mit dem Team den 21. Rang.